# Meteorologiåret 1964

## Händelser

### Januari
- Januari - I Sverige upplever Norrland en rekordvarm januarimånad [1].

### Mars
- Mars - Uppsala, Sverige upplever sin torraste månad någonsin med 200 millimeter nederbörd [2].

### April
- 6 april – En snöstorm härjar i Minnesota, USA [3].

### Juli
- Juli – I Falls Creek, Victoria, Australien faller 989,6 millimeter regn under månaden, vilket blir regnrekord för en månad i Victoria [4].

### September
- 14 september – 0.3 inch tidig snö faller vid flygplatsen i International Falls i Minnesota, USA [5].

### Oktober
- 13 oktober – 91 millimeter nederbörd faller över Håvreström, Sverige vilket innebär att dygnsnederbördsrekordetet för Dalsland från 1927 tangeras [6].

### December
- 13 december - Sverige upplever en mycket  mild Luciadag med + 8.5 °C och regn i de södra delarna, och runt 0 °C i Norrland [7].
- 25 december - 4 000 personer dödas vid en orkan med översvämningar i Ceylon [8].

### Okänt datum
- Torne älv i Sverige drabbas av svår islossning [9].

## Födda
- 16 februari – Jim Cantore, amerikansk meteorolog.
- 24 oktober – Pär Holmgren, svensk meteorolog.

## Avlidna
- 25 februari – Leonard Hussey, engelsk meteorolog, arkeolog och upptäcktsresande.

### Fotnoter
1. ↑  SMHI Arkiverad 25 mars 2015 hämtat från the Wayback Machine.
2. ↑  Upsala Nya Tidning 22 februari 2008 - Varmaste vintern på tre sekler
3. ↑  ”Arkiverade kopian”. Arkiverad från originalet den 16 juli 2010. https://web.archive.org/web/20100716104244/http://www.climate.umn.edu/pdf/day_in_weather_history/april_wx_history.pdf. Läst 16 februari 2011.
4. ↑  ”Australian Temperature Extremes”. Bureau of Meteorology. 1 april 2009. http://www.bom.gov.au/climate/extreme/records/national.pdf. Läst 4 februari 2011.
5. ↑  ”Arkiverade kopian”. Arkiverad från originalet den 26 juli 2010. https://web.archive.org/web/20100726102501/http://www.climate.umn.edu/pdf/day_in_weather_history/september_wx_history.pdf. Läst 16 februari 2011.
6. ↑  SMHI
7. ↑  SMHI
8. ↑  Faktakalendern 2006, Semic, 2005
9. ↑  SMHI